# Liste des compagnies aériennes régionales
Ce qui suit est une liste de compagnies aériennes régionales organisé par pays d'origine.

## Compagnies régionales actuelles

### Afrique
Algérie
- Tassili Airlines

 Botswana
- Air Botswana

 Kenya
- Fly540

 Mozambique
- LAM Mozambique Airlines

 Nigeria
- Arik Air

 Afrique du Sud
- South African Express
- South African Airlink

 Zambie
- Zambezi Airlines

 Zimbabwe
- Air Zimbabwe

 Tanzanie
- fastjet

### Amérique
Canada
- Air Canada Jazz
- Air Georgian
- Air Inuit
- Air Labrador
- Calm Air
- Central Mountain Air
- Hawkair
- HeliJet
- Pacific Coastal Airlines
- Pascan
- Porter Airlines
- Provincial Airlines
- Starlink
- Wasaya

 Colombie
- Avianca
- LAN Colombia
- Copa Airlines
- Viva Colombia
- EasyFly
- ADA (en)
- Satena
- Searca
- Aer Caribe
- Aerogalan

 Brésil
- Air Minas
- MAP Linhas Aéreas
- NHT Linhas Aéreas
- Pantanal Linhas Aéreas
- Passaredo Linhas Aéreas
- SETE Linhas Aéreas
- Trip Linhas Aéreas

 Costa Rica
- SANSA
- Nature Air

 Haiti
- Sunrise Airways

 Mexique
- Aéreo Calafia
- Aéreo Servicio Guerrero
- Aeroméxico Connect
- Avioquintana
- Viva Aerobus

 Nicaragua
- La Costeña

 Panama
- Aeroperlas
- Air Panama

 États-Unis
- Air Wisconsin
- Cape Air
- Chautauqua Airlines
- CommutAir
- Compass Airlines
- Endeavor Air
- Envoy Air
- Executive Airlines
- ExpressJet Airlines
- Freedom Airlines
- Frontier Airlines
- GoJet Airlines
- Great Lakes Airlines
- Horizon Air
- Island Air Hawaiian Islands Only
- Island Airlines
- Kenmore Air
- JetBlue Airways
- Mesa Airlines
  - go! is part of Mesa Airlines
- Mokulele Airlines
- Nantucket Airlines
- Pacific Wings
- PenAir
- Piedmont Airlines
- Pinnacle Airlines
- PSA Airlines
- Ravn Alaska
- Republic Airlines
- SeaPort Airlines
- Shuttle America
- Silver Airways
- SkyWest Airlines
- Trans States Airlines

### Asie
Bangladesh
- GMG Airlines
- Regent Airways
- United Airways (en)

 Chine
- Juneyao Airlines

 Hong Kong
- Dragonair

 Inde
- Jet Lite
- Spicejet
- IndiGo Airlines
- Air Costa

 Indonésie
- Merpati Nusantara Airlines
  - (with some regional routes in east Indonesia)
- Wings Air
  - (with some regional routes in Indonesia)

 Japon
- Air Nippon Network
- Japan Air Commuter

 Malaisie
- Firefly
- MASwings

 Pakistan
- Air Blue
- Air Indus
- Shaheen Air

 Philippines
- PAL Express

 Singapour
- SilkAir of Singapore Airlines

 Corée du Sud
- Jeju Air

 Taiwan
- TransAsia Airways

 Thaïlande
- Bangkok Airways

### Europe
Autriche
- People's Viennaline
- Welcome Air
- Tyrolean Airways

 Danemark
- Danish Air Transport
- Sun Air of Scandinavia

 Estonie
- Avies
- Estonian Air Regional

 Finlande
- Air Åland
- Flybe Nordic
- Turku Air

 France
- APG Airlines
- Air Corsica
- Chalair
- Finist'air
- HOP!
- Twinjet

 Allemagne
- Eurowings (flying for Lufthansa Regional)
- LGW
- Lufthansa CityLine (flying for Lufthansa Regional)
- Sylt Air

 Grèce
- ArGo Airways
- Minoan Air
- Sky Express

 Islande
- Air Iceland Connect
- Eagle Air
- Norlandair

 Irlande
- Aer Arann
- CityJet

 Italie
- Air Dolomiti
- Alitalia CityLiner

 Pays-Bas
- KLM Cityhopper

 Norvège
- Air Norway
- Bergen Air Transport
- Helitrans
- Krohn Air
- Widerøe

 Pologne
- Eurolot
- SprintAir

 Portugal
- SATA Air Açores

 Roumanie
- Carpatair

 Russie
- AeroBratsk
- Ak Bars Aero (en)
- Bural
- Katekavia
- Mordovia Airlines
- Nordavia
- Polar Airlines
- Pskovavia
- Severstal Air Company
- Tulpar Air
- Tuva Airlines
- UTair Express
- Vostok Aviation Company

 Slovaquie
- Danube Wings

 Espagne
- Air Nostrum
- Helitt Líneas Aéreas
- Islas Airways
- NAYSA
- Plaza Servicios Aéreos

 Suède
- Barents AirLink
- Blekingeflyg
- Direktflyg
- Flyglinjen
- Flysmaland
- Gotlandsflyg
- Höga Kusten Flyg
- Kalmarflyg
- Kullaflyg
- Malmö Aviation
- Nextjet
- Sundsvallsflyg

 Suisse
- Sky Work Airlines

 Turquie
- Borajet
- Seabird Airlines

 Royaume-Uni
- Air Southwest
- Aurigny Air Services
- BA CityFlyer
- Blue Islands
- BMI Regional
- Eastern Airways
- Flybe
- Isles of Scilly Skybus
- Loganair
- LyddAir

### Océanie
Australie
- Airnorth
- Air Queensland
- Brindabella Airlines
- King Island Airlines
- QantasLink
- Regional Express Airlines
- Sharp Airlines
- Skippers Aviation
- Skytrans Airlines
- SkyWest Airlines

 Nouvelle-Zélande
- Air Nelson
- Eagle Airways
- Mount Cook Airline

## Compagnies aériennes régionales disparues

### Afrique
- South African Airlines

### Asie
Inde
- MDLR Airlines

### Europe
Albanie
- Ada Air

 Autriche
- Air Alps
- Fairline
- Robin Hood Aviation

 Belgique
- VLM Airlines

 Bosnie-Herzégovine
- Air Srpska

 Danemark
- Cimber Airlines

 Estonie
- Aero Airlines
- Air Livonia

 Finlande
- Fly Lappeenranta
- Finncomm

 France
- Air Alpes
- Air Turquoise
- Champagne Airlines
- Proteus Airlines

 Allemagne
- Air Bremen
- Cirrus Airlines
- Contact Air
- Dauair
- European Air Express
- OLT Express Germany

 Islande
- Landsflug

 Irlande
- Euroceltic Airways

 Italie
- Gandalf Airlines
- FlyOristano

 Lituanie
- Air Lithuania

 Pays-Bas
- Netherlines
- NLM Cityhopper

 Norvège
- Coast Air
- Kato Airline
- SAS Commuter
- Vildanden

 Pologne
- Direct Fly
- OLT Express

 Roumanie
- Angel Airlines

 Espagne
- Ándalus Líneas Aéreas
- Binter Mediterráneo
- Lagun Air

 Suède
- European Executive Express
- Barents AirLink
- Swedline Express
- Skyways Express

 Suisse
- Crossair
- Crossair Europe
- Helvetic Wings

 Royaume-Uni
- Air Southwest
- Air Wales
- AirUK
- Alpha One Airways
- BA Connect
- British NorthWest Airlines
- Brymon Airways
- Capital Airlines
- CityFlyer Express
- Euromanx
- Flykeen Airways
- Flywoosh
- Gill Airways
- Jetstream Express
- London City Airways
- Manx Airlines
- Skysouth

### Amérique
Canada
- Air Baffin
- Air BC
- Air Nova
- Air Ontario
- Air Satellite
- Airspeed Aviation
- Alberta Citylink
- Austin Airways
- Baxter Aviation
- BCWest Air
- City Express
- Corporate Express
- NAC Air
- NorOntair
- Ontario Express
- Peace Air
- Prince Edward Air
- Québecair Express
- Sonicblue Airways
- Triton Airways
- Val Air

 Martinique
- Air Martinique

 Mexique
- MexicanaClick
- MexicanaLink

 Montserrat
- Air Montserrat

Modèle:Country data Netherlands Antilles
- Bonaire Express
- Curacao Express

 Panama
- Alas Chiricanas

 USA
- Colgan Air
- Comair Inc.
- Chicago Express
- Lynx Aviation
- Mountain Air Express
- Mesaba Airlines
- Streamline Air

### Océanie
- Tasair